# Dvorica
Dvorica (en serbe cyrillique : Дворица) est un village de Serbie situé dans la municipalité de Ćuprija, district de Pomoravlje. Au recensement de 2011, il comptait 188 habitants.

## Démographie

### Évolution historique de la population
| 1948 | 1953 | 1961 | 1971 | 1981 | 1991 | 2002 | 2011 |
| ---- | ---- | ---- | ---- | ---- | ---- | ---- | ---- |
| 458  | 464  | 454  | 263  | 313  | 317  | 246  | 188  |

|  |